# Knopskydning
Knopskydning er den form for ukønnet formering, hvor en del af moderorganismen bryder løs og danner et selvstændigt individ. Mange encellede organismer forplanter sig ved knopskydning.
Hos visse planter og dyr begynder de nye individer som udvækster på moderindividet (organismen). Denne form for ukønnet formering kaldes knopskydning. Den lille udvækst eller knop vokser sig større og antager form og funktion som den voksne organisme, før den adskilles fra moderorganismen. Hos nogle arter bevarer de nye individer i lang tid forbindelsen med moderorganismen som hos de planter, der formerer sig ved udløbere.
Gær er mikroskopiske encellede svampe, som formerer sig ved knopskydning. Knoppen er i forbindelse med moderorganismen, indtil den kan klare sig selv.[kilde mangler]